# Emma Koivisto
Emma Wilhelmina Koivisto (nacida el 25 de septiembre de 1994) es una futbolista profesional finlandesa que juega como centrocampista en el Liverpool FCW de la Women's Super League y en la selección nacional de Finlandia.

## Carrera
Koivisto asistió a la Universidad Estatal de Florida, jugando para los Seminoles del Estado de Florida; Jugó un promedio de 20 partidos por temporada y marcó 2 goles en su etapa universitaria.
Anteriormente jugó para el HJK y el FC Honka de la Naisten Liiga, así como para el Kopparbergs/Göteborg FC, con quien ganó la Damallsvenskan 2020.
Fichó por el Liverpool FCW en julio de 2022 después de pasar 18 meses con Brighton & Hove Albion WFC, llevándose la camiseta número 2.
| Año       | Club                           | Apariciones | Goles |
| --------- | ------------------------------ | ----------- | ----- |
| 2000–2006 | SAPA                           |             |       |
| 2006–2010 | HJK Helsinki                   |             |       |
| 2014–2017 | Universidad Estatal de Florida | 79          | 2     |
| 2010–2012 | HJK Helsinki                   | 58          | 7     |
| 2013–2017 | FC Honka                       | 53          | 4     |
| 2018–2020 | Kopparbergs/Göteborg FC        | 61          | 6     |
| 2021–2022 | Brighton & Hove Albion WFC     | 31          | 3     |
| 2022–     | Liverpool FCW                  | 29          | 2     |

Apariciones y goles en la liga nacional del club, actualizados al 19 de diciembre de 2023.

## Selección nacional
Koivisto acumuló seis partidos competitivos con la selección finlandesa sub-17 entre 2010 y 2011, antes de consolidarse como una pieza clave en la selección finlandesa sub-19 en los años posteriores.
Su debut con la selección absoluta de Finlandia se produjo en 2012, participando en tres encuentros durante la fase de clasificación para la Eurocopa Femenina 2013, donde el equipo logró la clasificación para la fase final en septiembre de 2012. Sin embargo, no fue convocada para la etapa final del torneo, en la cual Finlandia fue eliminada tras los tres partidos de la fase de grupos.
En el verano de 2014, formó parte de la selección finlandesa en la Copa Mundial Femenina de Fútbol Sub-20 de 2014 en Canadá, disputando los tres encuentros de la fase de grupos, aunque el equipo no logró sumar puntos.
Durante la Clasificación de UEFA para la Copa Mundial Femenina de Fútbol de 2015, participó en seis partidos, sin embargo, Finlandia no logró clasificarse. Lo mismo ocurrió en la Clasificación para la Eurocopa Femenina 2017, donde Koivisto fue la única jugadora que repitió del equipo de 2013.
En la Clasificación de UEFA para la Copa Mundial Femenina de Fútbol de 2019, disputó cinco encuentros, marcando su primer gol internacional absoluto el 21 de septiembre de 2015.
Las finlandesas volvieron a clasificarse para una fase final en febrero de 2021. Koivisto jugó los ocho partidos de clasificación y solo fue sustituida en la segunda mitad del último encuentro contra Chipre, donde proporcionó a su equipo una ventaja de 1-0.
El 9 de junio de 2022, fue nominada para la fase final de la Eurocopa Femenina 2022.
| Año       | Categoría | Apariciones | Goles |
| --------- | --------- | ----------- | ----- |
| 2010–2011 | Sub-17    | 6           | 0     |
| 2011–2013 | Sub-19    | 10          | 4     |
| 2014      | Sub-20    | 3           | 0     |
| 2012–     | Absoluta  | 92          | 4     |

Partidos internacionales y goles de selecciones nacionales, actualizados al 19 de diciembre de 2023.